# 納莫拉區
7°12′10″S 78°19′33″W / 7.2029°S 78.3258°W
納莫拉區（西班牙語：Distrito de Namora），是秘魯的一個區，位於該國北部卡哈馬卡大區的卡哈馬卡省，始建於1920年8月14日，面積180.7平方公里，海拔高度2,733米，2005年人口8,552，人口密度每平方公里47人。